# Zohar (album)
Pour les articles homonymes, voir Zohar.
Zohar est un album enregistré par John Zorn et Yamantaka Eye sous le nom de Mystic Fugu Orchestra; les deux musiciens sont identifiés comme Rav Tzizit et Rav Yechida. Inspiré par de vieux enregistrements de musique juive, ce cd, qui ne dure que 24 minutes, reproduit les bruits de surfaces et les craquements d'un 78 tours couvrant le son d'un harmonium et d'une voix. 

## Liste des pistes
| 1.    | Alef              | 0:40 |
| 2.    | Book Of Splendors | 3:48 |
| 3.    | Frog Doina        | 2:02 |
| 4.    | The Dybbuk        | 2:28 |
| 5.    | 2000 Years        | 0:59 |
| 6.    | Goniff Dance      | 2:17 |
| 7.    | Rav Nova          | 7:44 |
| 8.    | Ayin              | 3:37 |
| 23:35 |                   |      |

## Personnel
- Yamantaka Eye (sous le nom de  Rav Yechida) - voix
- John Zorn (sous le nom de Rav Tzizit) - harmonium